# Hany Ramzy
Hany Guda Ramzy (El Cairo, 10 de marzo de 1969) es un exfutbolista y entrenador egipcio. Se desempeñaba como defensa.

## Selección nacional

### Participaciones en Copas del Mundo
| Mundial                        | Sede   | Resultado     |
| ------------------------------ | ------ | ------------- |
| Copa Mundial de Fútbol de 1990 | Italia | Primera ronda |

## Clubes

### Como jugador
| Club              | País     | Años      | Partidos | Goles |
| ----------------- | -------- | --------- | -------- | ----- |
| Al-Ahly           | Egipto   | 1987-1990 |          |       |
| Neuchâtel Xamax   | Suiza    | 1990-1994 | 85       | 9     |
| Werder Bremen     | Alemania | 1994-1998 | 98       | 3     |
| FC Kaiserslautern | Alemania | 1998-2005 | 130      | 12    |
| FC Saarbrücken    | Alemania | 2005-2006 | 4        | 0     |

### Como entrenador
| Club                           | País                   | Años      |
| ------------------------------ | ---------------------- | --------- |
| Al-Ahly (asistente)            | Egipto                 | 2005-2008 |
| Al-Ahly                        | Egipto                 | 2009      |
| Selección sub-20 (asistente)   | Egipto                 | 2008-2009 |
| Selección sub-20               | Egipto                 | 2009-2010 |
| Selección sub-23               | Egipto                 | 2010-2012 |
| Selección absoluta (interino)  | Egipto                 | 2011      |
| Lierse SK                      | Bélgica                | 2012-2013 |
| Wadi Degla FC                  | Egipto                 | 2013-2014 |
| ENPPI SC                       | Egipto                 | 2015      |
| Dubai CSC                      | Emiratos Árabes Unidos | 2016-2017 |
| Selección absoluta (asistente) | Egipto                 | 2018-2019 |